# (5077) Favaloro
(5077) Favaloro – planetoida z pasa głównego asteroid okrążająca Słońce w ciągu 3 lat i 120 dni w średniej odległości 2,23 j.a. Została odkryta 17 czerwca 1974 roku w Obserwatorium Féliksa Aguilara. Nazwa planetoidy pochodzi od Rene Favaloro (1923-2000), słynnego argentyńskiego kardiologa. Przed nadaniem nazwy planetoida nosiła oznaczenie tymczasowe (5077) 1974 MG.